# Capcom Bowling
Capcom Bowling is een bowling simulatiespel dat als arcadespel in 1988 door Capcom op de markt gebracht werd. Maximaal vier spelers konden het spel afwisselend spelen. Het spel wordt bestuurd met een trackball die wordt gebruikt om de richting en kracht van de bal te bepalen, en twee knoppen die worden gebruikt om spin aan de bal te geven.
Het spel werd als staande machine en als cocktailversie (een lagere, platte versie) uitgegeven. De meeste staande machines waren conversies van andere machines, maar een beperkt aantal werd speciaal voor dit spel gemaakt. Deze kasten hadden een berken afwerking om het gevoel van een bowlingbaan te geven, een grotere trackball en beschilderde zijkanten.
Een alternatieve versie, Coors Light Bowling, werd een jaar later op de markt gebracht.